# Gejiu
Gejiu (个旧 ; pinyin : Gèjiù) est une ville minière du sud de la province du Yunnan en Chine, proche de la frontière avec le Viêt Nam. C'est une ville-district placée sous la juridiction administrative de la préfecture autonome hani et yi de Honghe. Elle est le principal centre d'extraction minière d'étain de Chine, et l'un des plus importants du monde.

## Démographie
La population du district était de 385 119 habitants en 1999.
La population de la ville elle-même, est estimée à 200 000 habitants environ, sur une surface de 18 km².

## Situation
Gejiu se trouve au sommet d'une montagne au nord de la rivière Rouge (pinyin Hong He) la vallée, qui s'étend du Tibet au Vietnam. Au sud-ouest de cette vallée est Nansha, qui se trouve directement au-dessous de la ville de Yuanyang. Au nord-ouest se trouve Jianshui, et au nord Jijie. Mengzi se trouve à 12 miles à l'ouest.
Elle est l’une des quelques villes dans le monde à se trouver directement sur le tropique du Cancer. La route principale pénètre la ville par le nord par l'intermédiaire d'un col étroit. La ville est bordée à l'est comme à l'ouest de falaises abruptes. Celles de l'ouest sont trop raides pour pouvoir y habiter, cependant de nombreux nouveaux quartiers se sont construits le long de la côte est.
La ville entoure le lac Jinhu qui, toutefois, n'est pas naturel. En 1954, des pluies torrentielles qui ont duré trois jours et trois nuits ont envahi les galeries des mines et se sont mêlées à l’eau de la montagne provoquant l’inondation des bas quartiers. Les autorités de l’époque ont choisi alors, de conserver ce nouveau las en construisant des barrages pour éviter à l’eau ainsi accumulée de s’échapper. Ce lac, avec l’aménagement d’un parc, donne à la ville tout son charme. Aujourd'hui la ville est protégée contre de nouvelles inondations par un déversoir souterrain.

## Histoire
L’histoire de cette ville est complètement liée à celle de l’étain. Elle en est d’ailleurs devenue la capitale mondiale.
L’histoire industrielle du Yunnan doit elle-même son origine à Gejiu grâce à l’exploitation minière de différents métaux, en particulier celle de l’étain. C’est à l’époque de la dynastie Yuan (1206-1368) et de la dynastie Ming (1368-1644) que l’industrie métallurgique a débuté par l’exploitation du minerai d’argent.
À la fin du XVIIe siècle et au XVIIIe siècle, l'exploitation de l’étain s’est alors véritablement développée à partir de la deuxième moitié du XVIIIe siècle.
Dans les années 1880, la ville a été rattachée à la sous-préfecture de Mengzi County, à environ 30 km à l'est.
Gejiu a véritablement pris son essor après la connexion ferroviaire entre le plateau du Yunnan et le Vietnam par la France.
L'un des objectifs principaux des Français a été la construction de la liaison par voie ferrée entre Haiphong et Kunming. Elle a été achevée en 1910, puis a été mise au service des mines. Une voie secondaire a été construite de Gejiu à Mengzi entre 1915 et 1928. Dans les années 1930 la production d’étain aurait atteint 11 000 tonnes et représentait 90 % des exportations nationales totales de ce métal et l’étain se classait ainsi au premier rang des produits exportés du Yunnan.
Après 1949 la gestion est passée sous la responsabilité de la province du Yunnan. En 1955 la production d’étain avait atteint et dépassé les chiffres de production d'avant-guerre. En plus des mines d'étain, qui restent le principal profit, Gejiu est également devenu un important producteur de plomb, le zinc et de cuivre atteignant 8 millions de tonnes. L’étain représente le tiers des réserves du pays. On y trouve également de l’or, de l’argent, de la néphéline, du feldspath et du kaolin.
Aujourd'hui, Gejiu est une ville prospère et moderne avec une très forte densité de bâtiments au bord du lac, sur fond de collines rocheuses.

## Ethnologie
On trouve des traces humaines datant de 50 000 ans.
La population est principalement composée de Chinois de la minorité Han, mais d’autres minorités telles que les musulmans Hui (ethnie), les Dai (ethnie) à proximité de la vallée de la rivière Rouge, enfin les Hani dans les environs de la montagne (voir Xian de Yuanyang (Yunnan)) sont également présents.